# ری مارتین
ری مارتین (انگلیسی: Ray Martin؛ زادهٔ ۲۰ دسامبر ۱۹۴۴) روزنامه‌نگار و مجری تلویزیون مشهور اهل استرالیا است.
او در مجموع ۸ مرتبه برندهٔ جایزه لوگی شده است کخ ۵ تای آنها لوگی زرین بوده است.